# Kuhlenkamp
Kuhlenkamp è una frazione (Ortsteil) del comune di Asendorf, nel land della Bassa Sassonia, in Germania.

## Storia
Già comune autonomo nel circondario della contea di Hoya, fu soppresso e incorporato ad Asendorf il 1º marzo 1974.